# Tracy Delatte
Tracy Delatte (New Orleans, 22 dicembre 1956) è un ex tennista statunitense.

## Carriera
In carriera ha vinto 3 titoli di doppio. Nei tornei del Grande Slam ha ottenuto il suo miglior risultato raggiungendo i quarti di finale di doppio misto all'Open di Francia nel 1982, in coppia con la connazionale Candy Reynolds.

## Statistiche

### Doppio

#### Vittorie (3)
| Numero | Anno             | Torneo                                    | Superficie  | Compagno           | Avversari in finale           | Punteggio     |
| 1.     | 9 maggio 1982    | WCT Tournament of Champions, Forest Hills | Terra rossa | Johan Kriek        | Dick Stockton Erik Van Dillen | 6-4, 3-6, 6-3 |
| 2.     | 8 maggio 1983    | WCT Tournament of Champions, Forest Hills | Terra rossa | Johan Kriek        | Kevin Curren Steve Denton     | 6-7, 7-5, 6-3 |
| 3.     | 25 novembre 1984 | South African Open, Johannesburg          | Cemento     | Francisco González | Steve Meister Eliot Teltscher | 7-6, 6-1      |

#### Finali perse (6)
| Numero | Anno             | Torneo                              | Superficie | Compagno    | Avversari in finale           | Punteggio     |
| 1.     | 29 marzo 1981    | Napa Open, Napa                     | Cemento    | John Hayes  | Chris Mayotte Rick Meyer      | 3-6, 6-3, 6-7 |
| 2.     | 26 aprile 1981   | Alan King Tennis Classic, Las Vegas | Cemento    | Trey Waltke | Peter Fleming John McEnroe    | 3-6, 6-7      |
| 3.     | 28 febbraio 1982 | Monterrey Grand Prix, Monterrey     | Sintetico  | Mel Purcell | Victor Amaya Hank Pfister     | 3-6, 7-6, 3-6 |
| 4.     | 14 marzo 1982    | Brussels Indoor, Bruxelles          | Cemento    | Chris Dunk  | Pavel Složil Sherwood Stewart | 4-6, 7-6, 5-7 |
| 5.     | 19 dicembre 1982 | Hartford WCT, Hartford              | Sintetico  | Mike Cahill | Robert Lutz Dick Stockton     | 6-7, 3-6      |
| 6.     | 24 aprile 1983   | Alan King Tennis Classic, Las Vegas | Cemento    | Johan Kriek | Kevin Curren Steve Denton     | 3-6, 5-7      |